# Joséphine Lebas-Joly
 (décembre 2010).
Si vous disposez d'ouvrages ou d'articles de référence ou si vous connaissez des sites web de qualité traitant du thème abordé ici, merci de compléter l'article en donnant les références utiles à sa vérifiabilité et en les liant à la section « Notes et références ».
Pour les articles homonymes, voir Joly et Lebas.
Joséphine Lebas-Joly est une actrice française, née le 26 novembre 1992 à Paris.

## Biographie
Elle fait partie d'une famille de comédiens français, fille des comédiens Philippe Lebas et Christine Joly et sœur du comédien Antonin Lebas-Joly.
Elle commence sa carrière d'actrice à l'âge de 7 ans avec une apparition dans le film Belle Maman de Gabriel Aghion avec Catherine Deneuve. Elle se distingue réellement en 2003 pour un second rôle dans un film français Jeux d'enfants de Yann Samuell avec Marion Cotillard et Guillaume Canet où elle interprète le personnage de Marion Cotillard à 8 ans.
Elle a été scolarisée dans le collège Françoise Dolto (Paris 75020), ce même collège où les acteurs du film Entre les murs étaient scolarisés.
Elle a suivi un cursus littéraire en classe préparatoire hypokhâgne au lycée Jules Ferry, Paris 9e.

## Filmographie
- 1999 : Chasseurs d'écume : Juliette #2 (Série TV)
- 1999 : Belle Maman de Gabriel Aghion : Pauline, la fille de Antoine et Séverine
- 2002 : À l'abri des regards indiscrets : Clémentine
- 2003 : Jeux d'enfants de Yann Samuell : Sophie à 8 ans